# Пальмов, Иван Саввич
Ива́н Са́ввич Па́льмов (1855—1920) — русский учёный-славист. Специалист по истории и современному ему состоянию православной веры в славянских странах. Доктор церковной истории. Академик Императорской Санкт-Петербургской Академии наук по Отделению русского языка и словесности с 8 октября 1916 года (член-корреспондент с 7 декабря 1913 года).

## Биография
Родился 30 января (11 февраля) 1855 года в семье священника. В 1876 году окончил Рязанскую духовную семинарию, в 1880 году — Санкт-Петербургскую духовную академию. В 1881 году защитил магистерскую диссертацию «Гуситское движение. Вопрос о чаше в гуситском движении».
Во время заграничной командировки в 1882—1884 годах занимался в архивах и библиотеках Львова, Праги, Бауцена, Гернгута, Белграда, Вены, Загреба, Лайбаха, Болгарии, Константинополя, Афона, Афин, о-ва Патмоса и Румынии. Спустя несколько лет отчёт об этих занятиях был издан под заглавием: «Из путешествия по греко-славянским землям» (1890).
С 1884 года преподавал в Санкт-Петербургской духовной академии историю славянских церквей. Состоял членом совета и товарищем председателя издательской комиссии Славянского общества. По своему мировоззрению примыкал к «старым» славянофилам; в 1888—1918 гг. был членом совета Петербургского славянского благотворительного общества.
С 1904 года — доктор церковной истории после защиты диссертации по истории Чехии XV — первой четверти XVI века.
С 7 декабря 1913 года — член-корреспондент Императорской Санкт-Петербургской Академии наук по Отделению русского языка и словесности, с  8 октября 1916 года — ординарный академик по тому же отделению.
Умер 28 ноября 1920 года в Петрограде.

## Научная деятельность
И. С. Пальмов — автор работ по кирилло-мефодьевской проблеме применительно к территории Чехии и Моравии, а также первопроходческой монографии об Общине чешских братьев. Его работы о южнославянской церкви считаются важными для понимания многих моментов истории сербов, болгар и других народов славянского юга. 
Большое количество его статей было напечатано в журналах «Церковный вестник» и «Христианское чтение», в которых также публиковались его ежегодные библиографические обзоры. Многочисленные речи Пальмова в Славянском обществе были напечатаны в «Славянских известиях» и «Славянском обозрении».
Важным аспектом научной позиции И. С. Пальмова следует полагать его участие в публикации книги М. О. Кояловича «История русского самосознания по историческим памятникам и научным сочинениям» (СПб., 1893) и статьи «Памяти Михаила Иосифовича Кояловича».

### Публикации
Исторические сочинения:
- «Гуситское движение. Вопрос о чаше в гуситском движении» (СПб., 1881; магистерская диссертация).
- «Памятники Кирилло-Мефодиевской старины в Чехии и Моравии» (в «Сборнике по славяноведению» учеников В. И. Ламанского, 1883).
- «К вопросу о сношениях чехов-гуситов с вост. церковью в половине XV в.» Архивная копия от 13 апреля 2021 на Wayback Machine (в «Христианском Чтении» за 1888—89 гг. и отдельно).
- «Цареградский патриарх Фотий и его отношение к современному ему славянству» (1891).
- «Исторический взгляд на начало автокефалии сербской церкви и учреждение патриаршества в древней Сербии» Архивная копия от 4 декабря 2020 на Wayback Machine (СПб., 1891).
- «Новые данные об учреждении сербской архиепископии св. Саввой» Архивная копия от 2 декабря 2020 на Wayback Machine (в «Христианском Чтении» за 1892 г. и отдельно).
- Разбор сочинения проф. Малышевского, «Святые Кирилл и Мефодий» (в «Христианском Чтении» за 1892 г.).
- «Болгарская экзархийская церковь, первоначальное и современное её устройство» Архивная копия от 30 ноября 2020 на Wayback Machine (1896).
- Юбилей трехсотлетия Брестской унии во Львове и столетняя борьба против нея в Галицкой Руси: речь, произнесенная проф. И. С. Пальмовым в Братстве Пресв. Богородицы 1 декабря 1896 года. — СПб., 1897 (Типо-лит. И. Ф. Пухира). — 23, [2] с.